# Свинушка
Свину́шка (лат. Paxillus) — род грибов семейства Свинушковые порядка Болетовые.

## Токсичность свинушек
Свинушки тонкие ранее считались условно съедобными, но в настоящее время (официально в СССР с 1984 г.) относятся к ядовитым и несъедобным грибам. Другие представители рода, в частности свинушки толстые, в данный перечень не входят, однако последние, также как свинушки тонкие, в 1981 году исключены из перечня грибов, разрешённых к заготовке, переработке и продаже на территории СССР. При поедании свинушек тонких в организм попадает антиген, который не выводится и поэтому накапливается в крови, размещаясь на эритроцитах. После естественной гибели эритроцита антиген пересаживается на новый. Таким образом, на протяжении жизни съевшего растёт концентрация этого антигена в крови. При превышении некоторого уровня наступает аутоиммунная аллергическая реакция — организм начинает вырабатывать антитела к антигену свинушки. Однако особенностью этого антигена является то, что антитела с ним справиться не могут и им уничтожаются. Организм начинает вырабатывать все больше антител для борьбы с антигеном, запускается лавинообразная реакция, развиваются малокровие, почечная и печёночная недостаточность, приводящие к смерти.
Кроме того, свинушки, растущие по соседству с промышленными зонами, автомобильными и железными дорогами, способны быстро накапливать в себе токсичные вещества, входящие в состав отходов производства и выхлопных газов. При употреблении в пищу грибов накопленные ими токсины, канцерогены и пр. вводятся в организм, что причиняет вред здоровью. Кроме того, свинушки сильно накапливают радиацию. 

## Виды
- Paxillus adelphus J.P.Chaumeton, Gryta, Jargeat & P.A.Moreau, 2016
- Paxillus ammoniavirescens Contu & Dessì, 1999
- Paxillus cuprinus Jargeat, Gryta, J.P.Chaumeton & Vizzini, 2014
- Paxillus gymnopus C.Hahn, 1996
- Paxillus involutus (Batsch) Fr., 1838 — Свинушка тонкая
- Paxillus obscurisporus C.Hahn, 1999
- Paxillus olivellus P.A.Moreau, J.P.Chaumeton, Gryta & Jargeat, 2016
- Paxillus orientalis Gelardi, Vizzini, E.Horak & G.Wu, 2014
- Paxillus rubicundulus P.D.Orton, 1969 — Свинушка ольховая, или свинушка нитчатая
- Paxillus vernalis Watling, 1969

## Местные названия
- Фетюха[6] — употребляется в Ивановской области.
- Дунька[7] — в ходу во Владимирской, Ивановской, Нижегородской, Саратовской и Тверской областях.
- Матрёшка[8] — в Московской, Ярославской и Костромской областях.
- Кобыла — в Белоруссии.
- Поддубник — на востоке Украины.
- Коровник — в Западной Сибири.
- Пердена — в Брянской и Смоленской областях.
- Свинушка — повсеместно.